# Rekonstruktion (DDR)
Der Begriff Rekonstruktion bezeichnete im Sprachgebrauch in der DDR, abweichend von der üblichen – oft wissenschaftlich geprägten – Bedeutung der Rekonstruktion als Vorgang und Ergebnis eines Nachvollziehens, auch den „Ersatz“ oder die „Erneuerung“ und „Modernisierung“ im Sinne von Sanierung, zum Beispiel die von Altbauten. Es handelt sich um eine Entlehnung aus dem Russischen (rekonstrukzija)
Eine spezielle Verwendung fand die DDR-eigene Bedeutung der Rekonstruktion in den Begriffen Reko-Lokomotive, umgangssprachlich Rekolok, und Reko-Wagen der Deutschen Reichsbahn (1945–1993).
Diese Bedeutung blieb landschaftlich, also in den Gebieten der Neuen Länder, bisher erhalten.

## Einzelnachweis
1. ↑  
Sabina Schroeter: Die Sprache der DDR im Spiegel ihrer Literatur. Band 2. de Gruyter, 1994, ISBN 3-11-013808-5, Seiten 60, 115 und 118.